# Elecciones generales de Nueva Zelanda de 2011
Las elecciones generales de Nueva Zelanda de 2011 determinaron el 50.º Parlamento de Nueva Zelanda.
121 escaños de la Cámara de Representantes de Nueva Zelanda fueron elegidos, 70 de los electorados y 51 de las listas de los partidos.
Nueva Zelanda utiliza el sistema de representación proporcional mixta dando a los votantes dos votos: uno para un partido político y otro para el representante de su electorado correspondiente.
Se registraron 3.070.847 votantes, con 2,2 millones de votos y una participación del 74,21%. El candidato del Partido Nacional y primer ministro, John Key, ganó de nuevo las elecciones, con un porcentaje del 47.31% y 59 escaños.
| Partido                 | Partido                 | Votos     | % de votos | % de votos | Escaños    | Escaños   | Escaños   | Escaños   |
| Partido                 | Partido                 | Votos     | %          | -/+        | Electorado | Lista     | Total     | -/+       |
| ----------------------- | ----------------------- | --------- | ---------- | ---------- | ---------- | --------- | --------- | --------- |
|                         | Partido Nacional        | 1.058.636 | 47,31      | +2.38      | 42         | 17        | 59        | +1        |
|                         | Partido Laborista       | 614.937   | 27,48      | −6,50      | 22         | 12        | 34        | −9        |
|                         | Partido Verde           | 247.372   | 11,06      | +4,33      | 0          | 14        | 14        | +5        |
|                         | Nueva Zelanda Primero   | 147.544   | 6,59       | +2,53      | 0          | 8         | 8         | +8        |
|                         | Partido Maorí           | 31.982    | 1,43       | −0,98      | 3          | 0         | 3         | −2        |
|                         | Mana                    | 24.168    | 1,08       |            | 1          | 0         | 1         |           |
|                         | ACT Nueva Zelanda       | 23.889    | 1,07       | −2,58      | 1          | 0         | 1         | -4        |
|                         | Futuro Unido            | 13.443    | 0,60       | −0,27      | 1          | 0         | 1         | 0         |
|                         | Otros partidos          | 75.493    | 3,37       |            | 0          | 0         | 0         | 0         |
| total                   | total                   | 2.278.989 | 100,00     |            | 70         | 51        | 121       | -1        |
|                         |                         |           |            |            |            |           |           |           |
| Votos nulos             | Votos nulos             | 19.872    |            |            |            |           |           |           |
| Votos no admitidos      |                         |           |            |            |            |           |           |           |
| Total de votos emitidos | Total de votos emitidos | 2.278.989 |            |            |            |           |           |           |
| Participación           | Participación           | 74.21%    | 74.21%     | 74.21%     | 74.21%     | 74.21%    | 74.21%    | 74.21%    |
| Registrados             | Registrados             | 3.070.847 | 3.070.847  | 3.070.847  | 3.070.847  | 3.070.847 | 3.070.847 | 3.070.847 |